# Hiéroglyphe égyptien F3
La tête d'hippopotame, en hiéroglyphes égyptiens, est classifiée dans la section F « Parties de mammifères » de la liste de Gardiner ; cet hiéroglyphe y est noté F3.

## Représentation
Il représente une tête d'hippopotame (Hippopotamus amphibius). Il est translittéré ȝt.

## Utilisation
| F9 |

| F9 |

| A | t · F3 |

| A | t · F3 |

| F3 | t · N5 |

| F3 | t · N5 |